# Adolf Goering

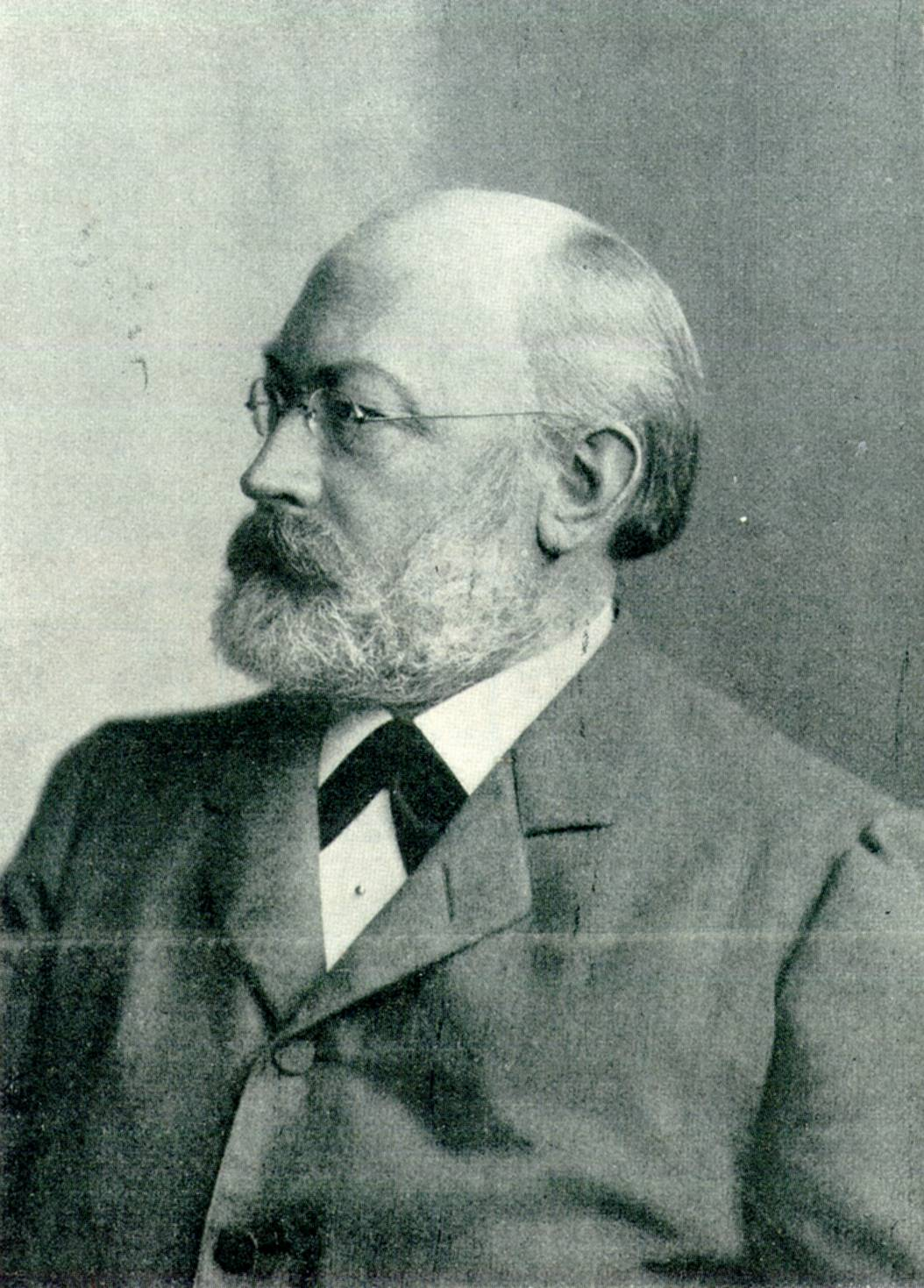
Adolf Goering

Adolf Goering (* 17. April 1841 in Lüchow; † 5. Dezember 1906 in Berlin) war ein deutscher Bauingenieur und Hochschullehrer, der die wissenschaftliche Planung von Bahnhofsanlagen begründete.

## Leben
Seine Schulausbildung erhielt Goering in Liebenburg und in Hildesheim am Gymnasium Andreanum. Ab 1858 besuchte er das Polytechnikum Hannover. Nach bestandenem ersten Staatsexamen im Wasser- und Eisenbahnbau war Goering ab 1864 bei zahlreichen Eisenbahnbauprojekten, zuletzt im Zentralbüro der Königlichen Eisenbahndirektion Hannover und der Direktion der Niederschlesisch-Märkischen Eisenbahn in Berlin tätig. An der Berliner Bauakademie legte Goering dann im Juni 1871 sein zweites Staatsexamen (zeitgenössisch Baumeisterprüfung) ab. Nachfolgend war er bis 1876 für die Magdeburg-Halberstädter Eisenbahn tätig. Anschließend ging er auf eine halbjährige Studienreise, die ihn zu den wichtigsten Eisenbahn-, Straßen- und Tunnelbaustellen der damaligen Zeit in das westliche Deutschland, nach Italien, nach Österreich und in die Schweiz führte. Hier konnte er ausführlich die in Bau befindliche Gotthardbahn besichtigen. Seine praktischen Tätigkeiten schloss er mit einer kurzen Beschäftigung bei der Köln-Mindener Eisenbahn ab.
1877 wurde an der Berliner Bauakademie ein Lehrstuhl für Eisenbahn- und Tunnelbau eingerichtet. Die Leitung wurde Adolf Goering übertragen, der ab 1. Oktober 1877 sein Lehramt als Dozent ausführte, aber schon am 1. April 1878 zum etatmäßigen Professor ernannt wurde. In dieser Tätigkeit zeigte sich Goerings Gabe, wissenschaftliche Methoden für die Behandlung technischer Aufgaben entwickeln und vermitteln zu können. So entwickelte er ein einheitliches System zur Massenermittlung, Massenverteilung und Kostenermittlung bei Erdarbeiten, das als Lehrbuch fünf Auflagen erreichte. Die herausragende Leistung seiner akademischen Tätigkeiten ist jedoch die Schaffung von wissenschaftlichen Grundlagen für den Entwurf von Bahnhofsanlagen, der bis dahin nur nach „bewährten Mustern“ erfolgte.
Nachdem die Bauakademie auf die Technische Hochschule (Berlin-)Charlottenburg übergegangen war, wurde ihm vier Mal das Amt des Vorstehers der Abteilung für Bauingenieurwesen übertragen. Für das Studienjahr 1898/1899 wurde er vom Hochschullehrerkollegium in das Amt des Rektors der Hochschule gewählt. Mehrfach war Goering auch als Gutachter tätig, so beispielsweise gemeinsam mit August von Borries und Claus Koepcke zur Bahnverbindung Elberfeld-Barmen, auf dessen Grundlage dann die dortige Schwebebahn errichtet wurde. Durch den preußischen Staat wurde er zum Geheimen Regierungsrat ernannt.
Adolf Goering starb unerwartet im Dezember 1906 und wurde in Berlin-Westend beerdigt.

## Schriften
- Massenermittelung, Massenverteilung und Transportkosten der Erdarbeiten. Ein einheitliches, graphisches Verfahren zur Ermittelung und Veranschlagung der Erdbewegung bei allgemeinen und ausführlichen Vorarbeiten. Verlag A. Seydel, Berlin 1890. (weitere Auflagen 1898, 1902 und 1907)
- Mittheilung über Oberbau auf englischen Eisenbahnen. In: Centralblatt der Bauverwaltung, 10. Jahrgang 1890, Nr. 14 (vom 5. April), S. 137–139 / Nr. 15 (12. April), S. 149–152 / Nr. 16 (19. April), S. 157 f.
- Die Bauausführung der zweiten Weichselbrücke bei Dirschau. In: Centralblatt der Bauverwaltung, 10. Jahrgang 1890, Nr. 32 (9. August), S. 323–325 / Nr. 33 (16. August), S. 333–335 / Nr. 34 (23. August), S. 345–347 / Nr. 34A (27. August), S. 350–352.
- (mit Moritz Oder): Zwischen- und Endstationen in Durchgangsform, Verschiebebahnhöfe, Güter- und Hafenbahnhöfe. In: F. Loewe, H. Zimmermann (Hrsg.): Handbuch der Ingenieurwissenschaften, Band 4, Anordnung der Bahnhöfe. Engelmann, Leipzig 1907.